# سيجارة وكاس (فلم)
سيجارة وكاس هو فيلم مصري من إخراج نيازي مصطفى وسيناريو حسن توفيق أنتج سنة 1955، وبطولة داليدا وسامية جمال وكوكا. يعتبر الفيلم أول فيلم مصري تمثل فيه داليدا.

## القصة
تبدا القصة عندما يتعرف الطبيب على الراقصه المشهورة ويقع في حبها ويتزوج منها وتترك الفن من أجله وتنجب له بنت صغيره ويعيشا معا في سعاده حتى تحاول الممرضه التي تعمل مع الزوج أن تاخذه من زوجته وتحاول آثاره غيره الزوجة وإيهامه أن علاقه حب نشأت بينها وبين زوجها فتلجأ الزوجة للخمر والسجاره كي تتحكم في أعصابها حتى تدمن الخمر فتنام مره وهي ممسكه بالسيجارة فتشعل النار في المنزل ولا تستطيع إنقاذ ابنتها الصغيرة من وسط النيران فتنهار معتقده أن النار التهمت ابنتها ولكن يشاء القدر أن ينقذ الزوج ابنته ويعود للزوجه رشدها وتترك السيجارة والكاس.

## طاقم التمثيل
- سامية جمال: الراقصة
- نبيل الألفي: الطبيب
- داليدا: الممرضة
- سراج منير: المهندس عمارة
- كوكا: عزة التونسية
- فت فت: (الطفلة)
- محمد رضا
- علي كامل
- أحمد بالي
- أنور زكي
- محمد الهواري
- رجاء عبد الحميد
- كمال الزيني
- ميرفت كاظم
- حسني كلود
- حسين عبد النبي

## معلومة عامة
- الإخراج: نيازي مصطفي
- سيناريو: حسن توفيق
- الوان: أبيض واسود
- البلد: مصر

صفحة الفيلم علي موقع قاعدة بيانات الأفلام العربية

## روابط خارجية
- سيجارة وكاس على موقع IMDb (الإنجليزية)
- سيجارة وكاس على موقع روتن توميتوز (الإنجليزية)
- سيجارة وكاس على موقع نتفليكس (الإنجليزية)
- سيجارة وكاس على موقع الدهليز
- سيجارة وكاس على موقع قاعدة بيانات الأفلام العربية
- سيجارة وكاس على موقع أول موفي (الإنجليزية)
- سيجارة وكاس على موقع قاعدة بيانات الفيلم (الإنجليزية)
- سيجارة وكاس على موقع ليتربوكسد (الإنجليزية)
- سيجارة وكاس على موقع كينوبويسك (الروسية)